# Claraville
Claraville (dawniej Kelso i Clarasillo) – obszar niemunicypalny w Kern County, w Kalifornii (Stany Zjednoczone), na wysokości 1921 m.